# 池戸重信
池戸 重信（いけど しげのぶ、1948年 - ）は、日本の農林水産技官。農林水産消費技術センター理事長や、食品表示検定協会理事長、公立大学法人宮城大学副学長等を歴任した。

## 人物・経歴
福井県福井市出身。東京都立大学 (1949-2011)経済学部中退後、1972年東北大学農学部農芸化学科応用微生物学専攻卒業、農林省入省。農林水産技術会議事務局連絡調整課公害対策技術係長、環境庁水質保全局水質規制課課長補佐、農林水産省農蚕園芸局肥料機械課課長補佐、農林水産省構造改善局資源課農村環境保全室課長補佐、農林水産省食品流通局外食産業室課長補佐、東京農林水産消費技術センター技術指導部長、農林水産省食品流通局技術室長、東京農林水産消費技術センター所長、農林水産省食品流通局消費生活課長等を歴任し、2001年農林水産消費技術センター理事長。2005年宮城大学食産業学部フードビジネス学科教授。2007年宮城大学学長補佐。2009年宮城大学副学長・食産業学部長。2012年宮城県産業技術総合センター副所長兼食品バイオ技術部長。この間、日本農林規格協会理事長、食品表示検定協会理事長、内閣府消費者委員会食品表示部会生鮮食品調査会座長等も務めた。

## 著書
- 『安心を届ける食品のトレーサビリティ』サイエンスフォーラム 2003年
- 『食品の安全と品質確保』（高橋梯二と共著）農山漁村文化協会 2006年
- 『よくわかるISO22000の取り方・活かし方』（編著）日刊工業新聞社 2006年
- 『明日を目指す日本農業』（編書）幸書房 2007年
- 『すぐ役立つISO食品安全関連法令の解説』（編著）ぎょうせい 2008年
- 『食品表示法 : 施行の背景とQ&A解説』ダイヤモンド・フリードマン社 2014年
- 『食品表示 : 食品表示法に基づく制度とその実際』（田島眞と共著）建帛社 2016年